# Валла бін Валла
Валла бін Валла (суах. Wallah bin Wallah; нар. 1952) — письменник мовою суахілі з Кенії, видатний популяризатор мови суахілі серед суспільства в Східній Африці. 
Валла бін Валла є автором книг «Kiswahili Mufti» та «Insha Mufti» для використання в початкових школах.